# حمزة عبد الله (لاعب كرة قدم بحريني)
حمزة عبد الله إدريس (ولد في 23 يونيو 1999 في المنامة، البحرين) لاعب كرة قدم بحريني يجيد اللعب في مركز الجناح الأيسر وبدرجة أقل الجناح الأيمن والوسط المحوري. يلعب حاليا لصالح الرفاع الشرقي الذي ينافس في الدوري البحريني الممتاز منذ 2017.